# Cauce (revista)
Cauce fue una revista política chilena, publicada entre el 18 de noviembre de 1983 y agosto de 1989. Se destacó por ser uno de los escasos medios de comunicación opositores a la dictadura militar de Augusto Pinochet, junto con revistas como Apsi y Análisis.

## Historia
Frente al tenso clima político que comienza a desarrollarse en 1982 se instauró el período de "apertura política", ideado por el entonces ministro del Interior, Sergio Onofre Jarpa; dentro de este plan político de emergencia se dio la autorización para el nacimiento, en noviembre de 1983, de un nuevo medio escrito de publicación quincenal: Cauce.
Cauce fue un órgano de expresión pública de pensamiento, especialmente socialdemócrata. Según sus editores, su propósito era servir de cauce abierto a la propagación de conocimiento, opiniones e interpretaciones del acontecer nacional e internacional, su primer director fue Carlos Neely Ivanovic.

El primer número de Cauce apareció el 18 de noviembre. Se había trabajado calladamente en su edición, la que fue repartida y vendida en el Parque O'Higgins, el mismo día en que fue autorizada la primera concentración opositora después del 11 de septiembre de 1973.
Eduardo Segovia, La Historia Secreta de Cauce

Durante su primer año de funcionamiento la revista fue especialmente crítica con las acciones y manejos de dinero de la familia Pinochet, lo que significó reiterados cierres y el enjuiciamiento de periodistas. En julio de 1985, Cauce fija nuevos propósitos para su nueva etapa, poniendo todos sus esfuerzos en procurar el retorno a la democracia, afirmando su compromiso con la defensa de los Derechos Humanos, insistiendo en la derogación de las leyes Anti-Prensa y realizando un periodismo investigativo y de denuncia.
En su momento de mayor difusión, Cauce llegó a vender 60.000 ejemplares, transformándose en una publicación semanal, el 28 de agosto de 1984. Luego del año decisivo que significó 1988, la revista comenzó a denominarse Quincenario de Política, Economía y Sociedad, en agosto de 1989, sobreviviendo sólo hasta septiembre de ese año.

## Equipo periodístico

### Directores
Fueron directores de la revista:[cita requerida]
- Carlos Neely Ivanovic (18 de noviembre de 1983-enero 1984)
- Gonzalo Figueroa Yáñez (18 de noviembre de 1983-agosto 1986, representante legal; marzo-agosto 1986, director)
- Edwin Harrington Farías (18 de noviembre de 1983-enero 1984, editor y director periodístico, febrero-octubre 1984, director)
- Gustavo Boye Soto (julio-octubre 1985)
- Alejandro Cabrera Ferrada (noviembre 1985-marzo 1986)
- Francisco Javier Herreros Mardones (1986, febrero 1987-diciembre 1988, director)
- Álvaro Briones (noviembre 1987-1988, director adjunto; enero-septiembre 1989, director)
- Ángel Flisfisch (septiembre-octubre 1989)

### Subdirectores
Fueron subdirectores de la revista:[cita requerida]
- Edwin Harrington Farías (18 de noviembre de 1983-enero 1984)
- Gustavo Boye Soto (mayo-octubre 1984; noviembre 1985-marzo 1986, editor)
- Alejandro Cabrera Ferrada (julio-octubre 1985)
- Juan Jorge Faundes (marzo-agosto 1986, jefe de redacción)
- Víctor Vaccaro (enero 1987-1988)
- Ernesto Saúl (1989)